# ModnaKasta
Kasta.ua  (ранее modnaKasta.ua) — украинский онлайн шопинг-клуб. Входит в состав Allegro group Ukraine наряду с Aukro.ua и Slando, является частью международного медиахолдинга Naspers. Занимает шестую позицию по посещаемости среди всех украинских e-commerce проектов, по данным компании Gemius. Ближайшие конкуренты — LeBoutique и Bonprix.

## История
Шоппинг-клуб был основан в Киеве в 2010 году. Генеральный директор — Андрей Логвин. К концу 2012 года количество зарегистрированных участников клуба превысило 1,5 миллиона, а компания вышла в лидеры среди аналогичных ресурсов по количеству уникальных посетителей по независимым данным Alexa.com. Число заказов, отправленных в октябре 2012 — 70 000. На конец 2012 года в компании работает более 400 сотрудников.
modnaKasta признана прорывом 2012 года на рынке электронной коммерции
Онлайн шоппинг-клуб modnaKasta входит в топ-10 самых крупных компаний в сфере e-commerce. За 2012 год оборот магазина составил около $23 млн, количество доставленных заказов — 435 тыс., посещаемость сайта — 47 млн.
В мае 2014 года Олег Скрипниченко, один из сооснователей бизнеса, объявил о том, что завершил работу в проекте.
В 2015 году, компания получила рекордные количество наград от Ukrainian E-Commerce Awards: «Прорыв года», «Выбор потребителей», «Драйв года» (специальная награда от Новая Почта).
В мае 2018 года компания произвела ренейминг и сменила название с modnaKasta на Kasta. Сайт перешел на новый домен kasta.ua.  "Решение о ренейминге было непростым, хотя внутри компании об этом говорили не первый год. Но сейчас ренейминг был неотвратим, так как компания начала увеличивать категорию товаров, не связанную с fashion. Произошло несоответствие бренда и товарного предложения", — поясняет Евгения Нагай.